# Tažín
Tažín (tajine, tagine, tajin; arabsky الطاجين‎) je severoafrický pokrm, a zároveň hliněná keramická nádoba, v níž se připravuje. Obdobu, známou jako tavvas, má kyperská kuchyně.
Nádoba tažín bývá upravena glazováním, někdy s dekorativními motivy. Skládá se z kruhové spodní části s rovným dnem a s okrajem a z horní části, kterou představuje velká poklice většinou kónického tvaru. Ta zajišťuje, že se kondenzovaná pára, vznikající při ohřívání pokrmu, vrací na dno tažínu.
Tradiční způsob přípravy je dušení, tedy pomalé ohřívání nádoby nad dřevěným uhlím v přenosných vařičích, vyrobených rovněž z jílu. Vybírají se větší kusy dřevěného uhlí, které vydrží dlouho hořet. Mezi dnem nádoby a žhavými uhlíky ve vařiči je vždy prostor, který chrání nádobu před přehřátím a možným prasknutím.  
Při použití elektrické plotýnky je vhodné postavit nádobu například na úlomky obkladových dlaždiček, které leží mimo její plochu. Při přípravě na plynovém vařiči je doporučováno použít speciální difuzér, mřížku, často hliníkovou, která rozptýlí přímý plamen.  
Existuje rozdíl mezi významem termínu „tažín“ v Maroku a v Tunisku. Zatímco v Maroku se jedná téměř vždy o kombinaci masa a zeleniny za použití koření a někdy i oliv a ovoce, v Tunisku představuje spíše obdobu omelety či vaječné nádivky s masem, sýrem, bylinkami, nebo těstovinami.  
Podstatnou částí tajine v Maroku je koření Ras el Hanout, jde o směs několika druhů koření (kardamom, hřebíček, skořice, římský kmín, kurkuma a další koření).

## Galerie

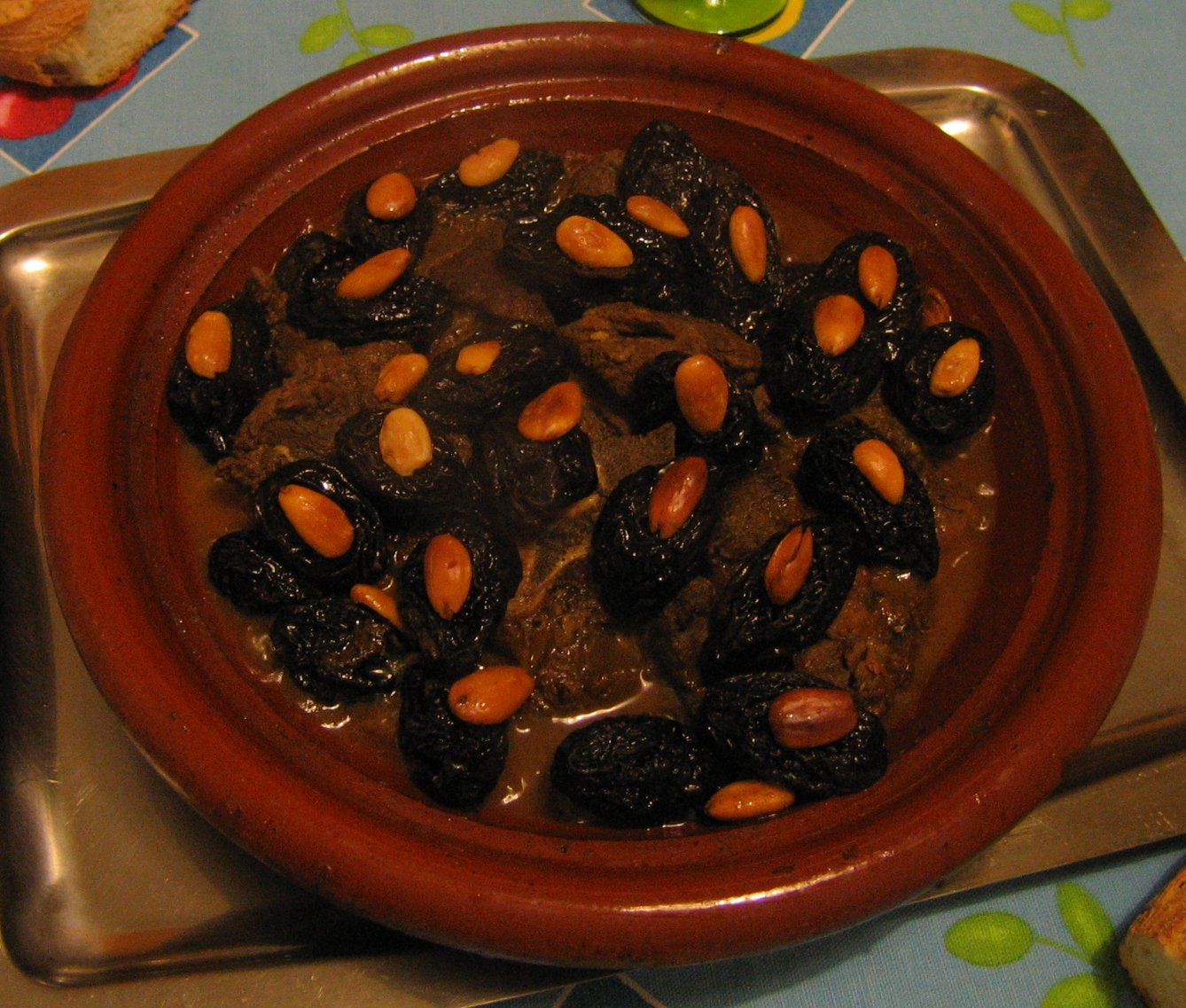
Jehněčí se švestkami a mandlemi
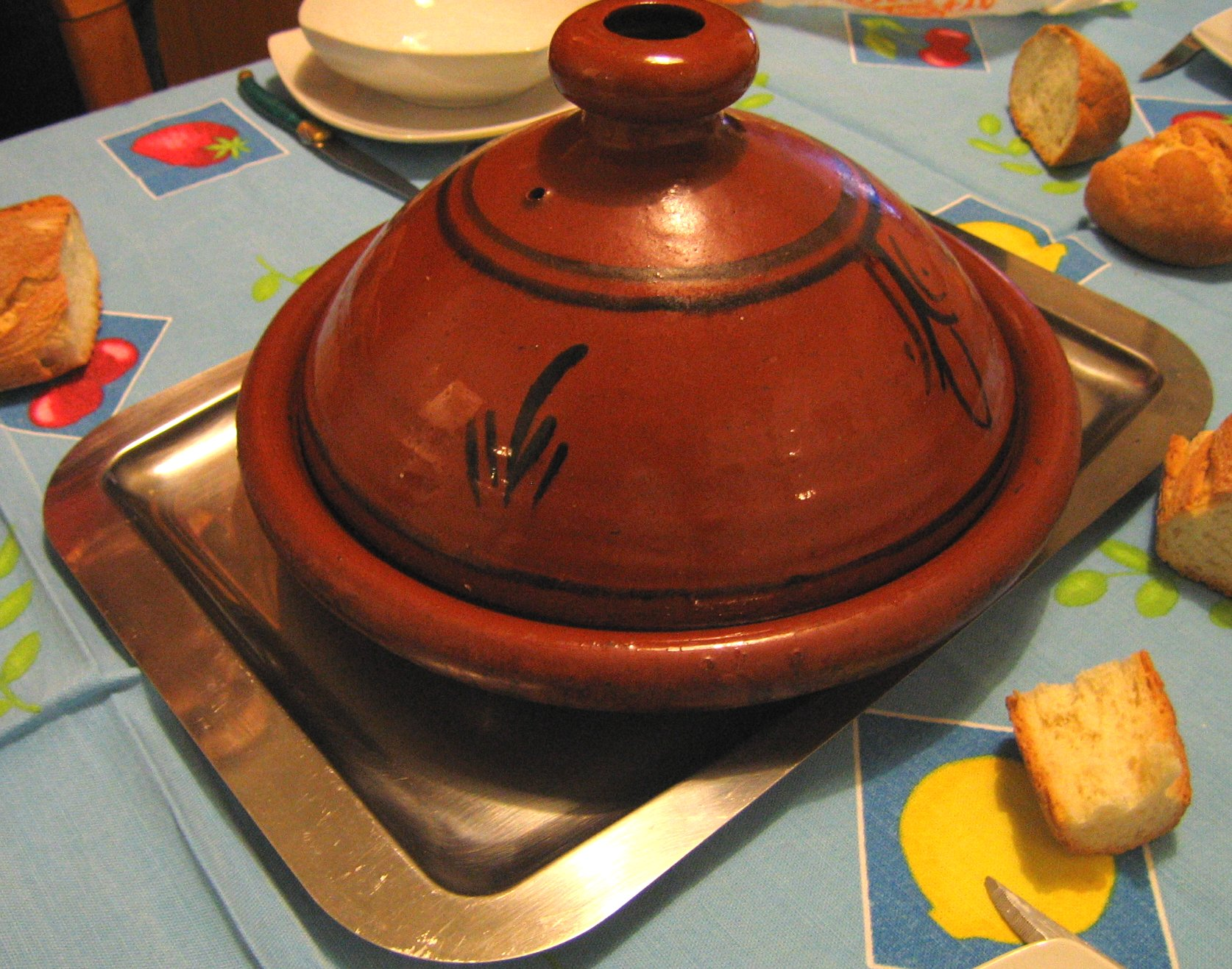
Tažínová nádoba
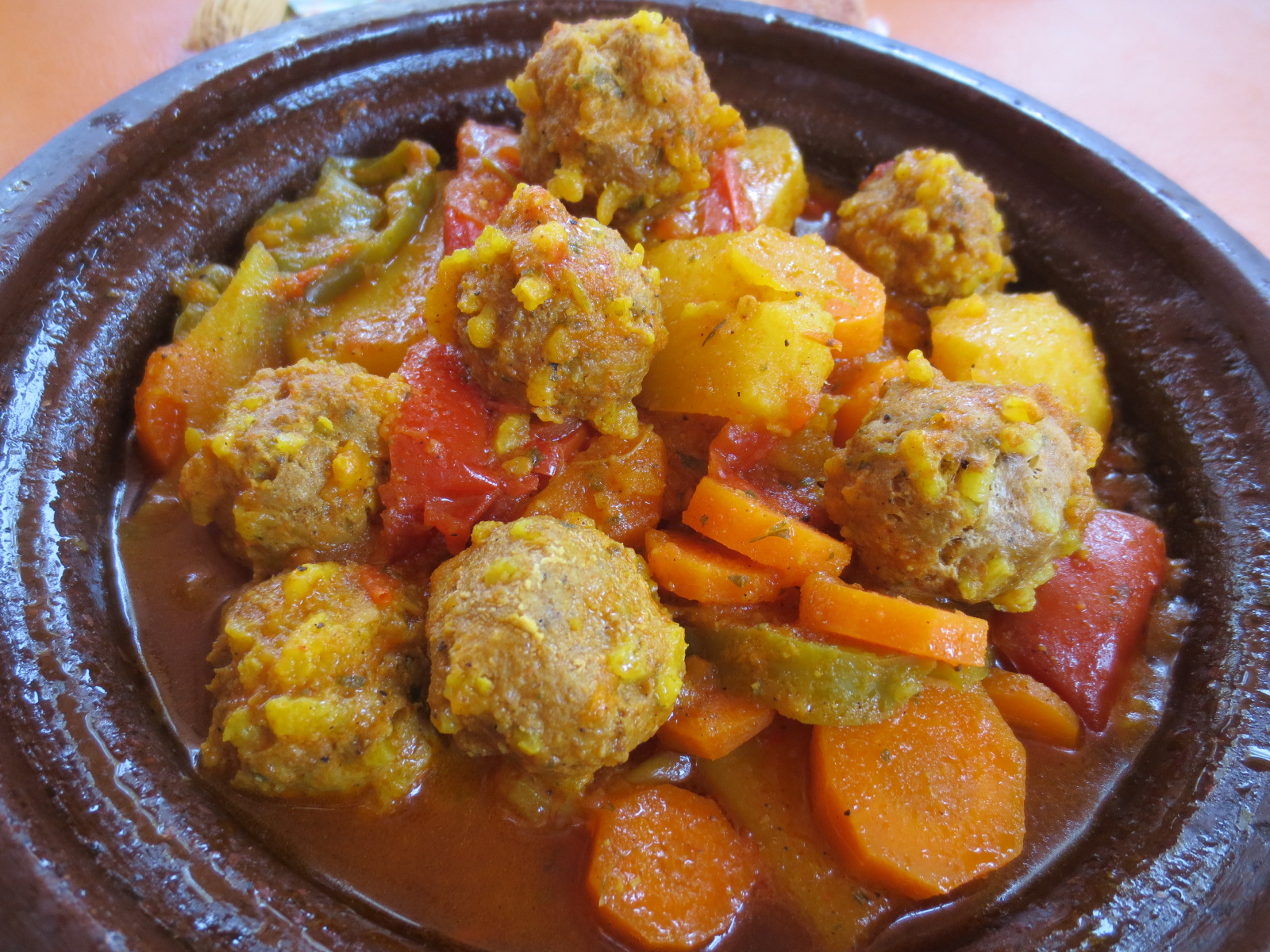
Tažín s mrkví
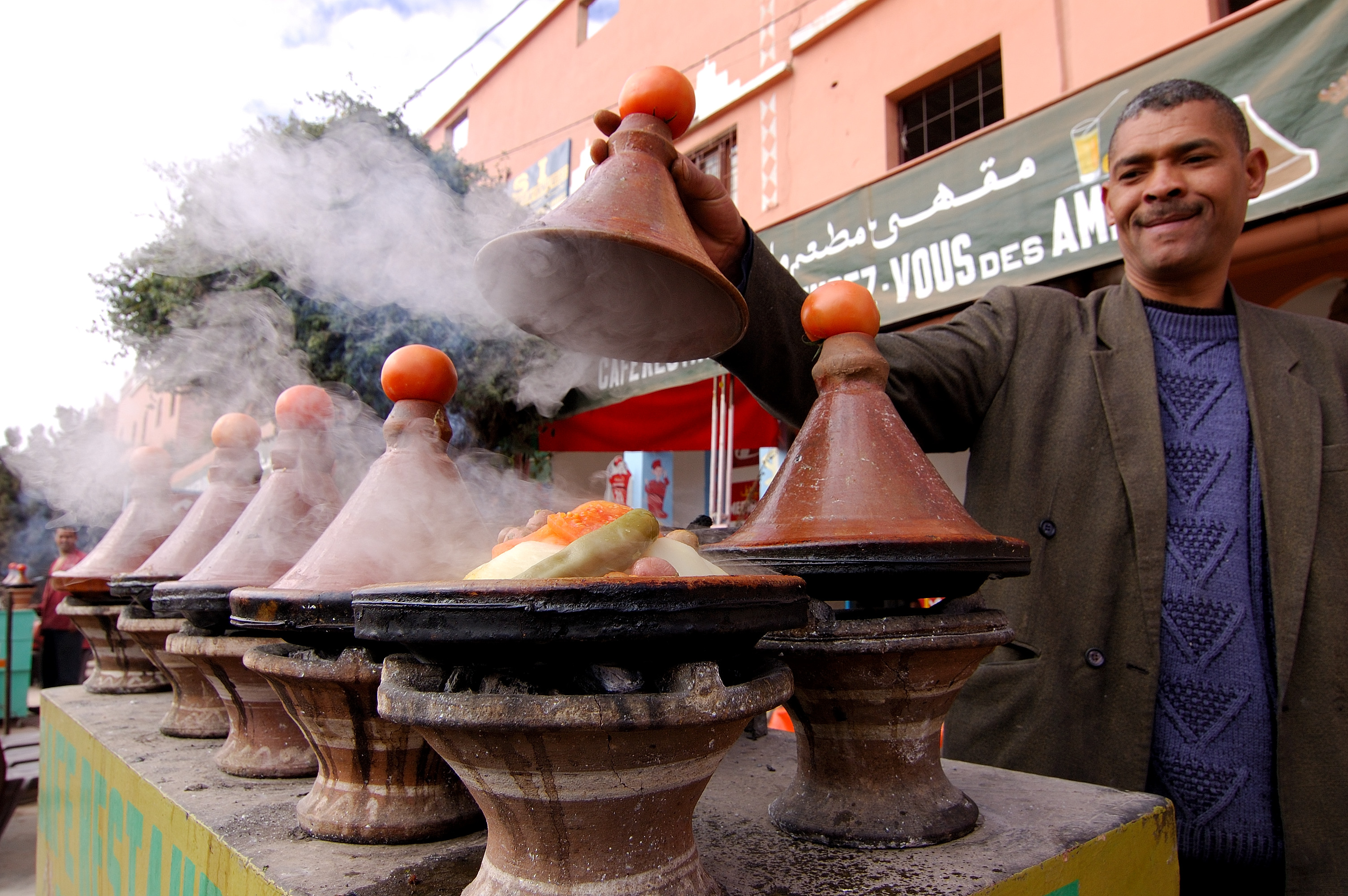
Marocký tažín